# Just a Breath
Just a Breath è l'album di debutto della cantante di musica cristiana contemporanea statunitense Francesca Battistelli, pubblicato nel 2004 da un'etichetta discografica indipendente. L'album contiene dodici tracce.

## Tracce
1. Uncertain – 4:32
2. Just a Breath – 3:27
3. Ivan's Song – 4:21
4. Symphony – 3:30
5. Give Me Wings – 4:05
6. Acquainted – 3:52
7. Cover Some Ground – 3:31
8. King out of Fools – 4:01
9. I'm Here – 3:18
10. Like a Sparrow – 3:40
11. Beautiful – 5:51
12. Psalm 63 – 2:11